# Valliguières
Valliguières este o comună în departamentul Gard din sudul Franței. În 2009 avea o populație de 501 de locuitori.

## Evoluția populației
| An        | 1975 | 1982 | 1990 | 1999 | 2006 | 2009 |
| --------- | ---- | ---- | ---- | ---- | ---- | ---- |
| Populație | 206  | 276  | 313  | 371  | 448  | 501  |